# Take a Bow (chanson de Rihanna)
Pour les articles homonymes, voir Take a Bow.
Singles de Rihanna
Don't Stop the Music
(2007) If I Never See Your Face Again
(2008)
Pistes de Good Girl Gone Bad (réédition)
Disturbia If I Never See Your Face Again
Take a Bow est une chanson de la chanteuse Rihanna extraite de la réédition de son troisième album studio Good Girl Gone Bad. Cette chanson a été écrite en 2007 par le chanteur Ne-Yo. Elle s'est vendue à 5 millions d'exemplaires.

## Informations
Take a Bow est une chanson R&B qui contient des éléments de dance-pop. écrite par le label de Rihanna avec la collaboration de Ne-Yo, Tor Erik Hermansen et Mikkel Eriksen (Stargate), avec qui elle avait déjà travaillé sur Unfaithful et Hate That I Love You.
Les paroles décrivent le point de vue féminin à propos de son petit ami qui s'excuse pour avoir été infidèle. Elle lui dit de façon sarcastique que sa performance est très divertissante « very entertaining », et elle lui dit que le show est fini « to take a bow » comme s'il faisait un show sur scène. 	
Bien qu'il y ait un ton doux pour les paroles, au cœur de celles-ci elles sont porteuses d'un ton d'amertume et même de dégoût. C'est le deuxième single avec le même nom qui soit à la première place du Billboard Hot 100, après le single Take a Bow de Madonna sorti en 1995.
Lea Michele la reprend dans le 2e épisode de la première saison de la série Glee.

## Clip vidéo
Le clip vidéo montre principalement Rihanna dans un fond noir. Et on la voit aussi dans certains lieux, par exemple son garage ou dans sa voiture avec un garçon à côté d'elle. Il a été réalisé par Anthony Mandler.

## Liste des titres
| Remixes Téléchargement 1. Take A Bow (Seamus Haji & Paul Emanuel Club Mix) – 08:34 2. Take A Bow (Tony Moran & Warren Rigg's Encore Club Mix) – 09:18 3. Take A Bow (Groove Junkies MoHo Club Mix) – 07:21 4. Take A Bow (Subkulcha Club Mix) – 06:16 5. Take A Bow (Groove Junkies MoHo Dub) – 06:41 | EU/US Remixes Promo CD 1. Take A Bow (Seamus Haji & Paul Emmanuel Radio) – 03:56 2. Take A Bow (Tony Moran & Warren Riggs Encore Radio) – 04:02 3. Take A Bow (Groove Junkies Moho Radio) – 03:52 4. Take A Bow (Subkulcha Radio) – 04:21 5. Take A Bow (Seamus Haji & Paul Emmanuel Club) – 08:34 6. Take A Bow (Tony Moran & Warren Riggs Encore Club) – 09:18 7. Take A Bow (Groove Junkies Moho Club) – 07:21 8. Take A Bow (Subkulcha Club) – 06:16 9. Take A Bow (Groove Junkies Moho Dub) – 06:42 10. Take A Bow (Groove Junkies Moho Dubstrumental) – 06:42 |

## Classement du single
| Pays                                       | Meilleure position |
| ------------------------------------------ | ------------------ |
| Allemagne                                  | 6                  |
| Australie                                  | 3                  |
| Autriche                                   | 6                  |
| Belgique (Nl)                              | 13                 |
| Belgique (Fr)                              | 12                 |
| Brésil                                     | 1                  |
| Bulgarie                                   | 6                  |
| Canada                                     | 1                  |
| Chypre                                     | 5                  |
| Corée du Sud                               | 7                  |
| Danemark                                   | 1                  |
| Estonie                                    | 4                  |
| Finlande                                   | 17                 |
| France                                     | 12                 |
| Inde                                       | 8                  |
| Irlande                                    | 1                  |
| Italie                                     | 45                 |
| Israël                                     | 7                  |
| Lituanie                                   | 5                  |
| Mexique                                    | 79                 |
| Norvège                                    | 5                  |
| Nouvelle-Zélande                           | 2                  |
| Pays-Bas                                   | 10                 |
| Pologne                                    | 7                  |
| Portugal                                   | 27                 |
| Royaume-Uni                                | 1                  |
| Singapour                                  | 1                  |
| Slovaquie                                  | 5                  |
| Suède                                      | 12                 |
| Suisse                                     | 7                  |
| Taïwan                                     | 4                  |
| Turquie                                    | 9                  |
| Ukraine                                    | 16                 |
| États-Unis Billboard Hot 100               | 1                  |
| États-Unis Billboard Hot R&B/Hip-Hop Songs | 1                  |
| États-Unis Billboard Pop 100               | 2                  |
| Europe                                     | 3                  |